# Прутко, Григорий Иванович
Григо́рий Ива́нович Прутко́ (14 февраля 1924, Малая Мартыновка, Мартыновский район, Ростовская область, СССР — 6 июня 1994, Запорожье, Украина) — участник Великой Отечественной войны, командир миномётного взвода 9-й гвардейской механизированной бригады (3-й гвардейский механизированный корпус, 47-я армия, Воронежский фронт), гвардии младший лейтенант. Герой Советского Союза.

## Биография
Родился 14 февраля 1924 года на хуторе Малая Мартыновка ныне Мартыновского района Ростовской области в семье крестьянина. Русский.
Окончил 10 классов.
В Красной Армии с августа 1942 года. Окончил курсы младших лейтенантов Сталинградского фронта в 1942 году. В действующей армии с января 1943 года. Член ВКП(б)/КПСС с 1944 года.
Командир миномётного взвода Президиума Верховного Совета СССР 3-го гвардейского механизированного корпуса 47-й армии Воронежского фронта гвардии младший лейтенант Прутко в ночь на 30 сентября 1943 года одним из первых в бригаде в составе батареи Ю. М. Головатого переправился на правый берег Днепра у села Селище (Каневский район Черкасской области, Украина). Миномётчики совместно со стрелковыми подразделениями захватили плацдарм.
Противник после авиационного налёта и артиллерийско-миномётного обстрела предпринял контратаку пехотой при поддержке самоходных пушек. Взвод Прутко участвовал в отражении контратак. Когда противник приблизился к позициям взвода, Прутко поднял подчинённых в рукопашную атаку. Враг отступил. Всего взвод подавил восемь огневых точек противника и уничтожил до роты гитлеровцев.
Указом Президиума Верховного Совета СССР от 3 июня 1944 года за «образцовое выполнение боевых заданий Командования на фронте борьбы с немецкими захватчиками и проявленные при этом отвагу и геройство», гвардии младшему лейтенанту Прутко Григорию Ивановичу присвоено звание Героя Советского Союза с вручением ордена Ленина и медали «Золотая Звезда»" (№ 4347).
В августе-сентябре 1945 года Г. И. Прутко в составе Президиума Верховного Совета СССР 3-го гвардейского механизированного корпуса участвовал в разгроме Квантунской армии в Маньчжурии. В этом же году окончил Высшую офицерскую артиллерийскую школу.
С 1969 года полковник Прутко — в запасе. Жил в городе Запорожье. Работал мастером в «Водопроводканализации».
Умер 6 июня 1994 года, похоронен в Запорожье.

## Награды
- Герой Советского Союза (3.06.1944, медаль «Золотая Звезда» № 4347)[1];
- Орден Ленина (3.06.1944)[1];
- Орден Красного Знамени (18.02.1944)[2];
- Орден Отечественной войны I степени (11.03.1985)[3];
- Орден Красной Звезды (10.10.1943)[4];
- Медаль «За отвагу» (2.09.1943)[5];
- Медаль «За боевые заслуги» (30.12.1956)[6];
- Медаль «За оборону Сталинграда» (19.06.1943)[7];
- Медаль «В ознаменование 100-летия со дня рождения Владимира Ильича Ленина» (6.04.1970);
- Медаль «За победу над Германией в Великой Отечественной войне 1941—1945 гг.» (9.5.1945);
- Юбилейная медаль «Двадцать лет Победы в Великой Отечественной войне 1941—1945 гг.» (7.05.1965)[8];
- Юбилейная медаль «Тридцать лет Победы в Великой Отечественной войне 1941—1945 гг.»[9];
- Юбилейная медаль «Сорок лет Победы в Великой Отечественной войне 1941—1945 гг.»[10];
- Юбилейная медаль «50 лет Победы в Великой Отечественной войне 1941—1945 гг.»[11];
- Медаль «Ветеран труда»;
- Юбилейная медаль «30 лет Советской Армии и Флота»[12];
- Юбилейная медаль «40 лет Вооружённых Сил СССР»[13];
- Юбилейная медаль «50 лет Вооружённых Сил СССР» (26.12.1967)[14];
- Юбилейная медаль «60 лет Вооружённых Сил СССР» (28.01.1978)[15];
- Знак «25 лет победы в Великой Отечественной войне» (1970)

## Память
- Во время жизни Прутко в городе Запорожье на доме, где он жил (ул. Запорожская, 3), была установлена мемориальная доска с текстом: «В этом доме проживает участник Великой Отечественной войны Герой Советского Союза Прутко Григорий Иванович»[16].
- Мемориальная доска в память о Прутко установлена Российским военно-историческим обществом на здании Мартыновской средней школы № 1 Ростовской области, где он учился.